# Повне кільце часток
У комутативній алгебрі, повне кільце часток є узагальнення поля часток на комутативні кільця R, що не обов'язково є областями цілісності, тобто можуть мати дільники нуля.

## Означення
Нехай {\displaystyle R} є комутативним кільцем і {\displaystyle S} — множина елементів, які не є дільниками нуля у {\displaystyle R}; тоді {\displaystyle S} є  мультиплікативною множиною. Локалізація кільця {\displaystyle R} по множині {\displaystyle S} (позначається {\displaystyle S^{-1}R=Q(R)}) називається повним кільцем часток кільця {\displaystyle R}.
Якщо {\displaystyle R} є областю цілісності, то {\displaystyle S=R-\{0\}} і повне кільце часток є полем часток. 
Оскільки {\displaystyle S} не містить дільників нуля, то природне відображення {\displaystyle R\to Q(R)} є ін'єкцією і повне кільце часток є розширенням кільця {\displaystyle R}.

## Приклади
- Повне кільце часток кільця голоморфних функцій на відкритій множині D є кільцем мероморфних функцій на D, навіть якщо D не є зв'язаною множиною.
- У кільці Артіна, всі елементи є оборотними або дільниками нуля. Тобто множина елементів, що не є дільниками нуля є групою оборотних елементів, тож {\displaystyle Q(R)=R}.
- Таку ж властивість мають комутативні, регулярні за фон Нейманом кільця R. Нехай {\displaystyle a\in R} не є дільником нуля. Тоді a = axa для деякого x у кільці R, що дає рівність a(xa − 1) = 0. Оскільки a не є дільником нуля, xa = 1, то a є оборотним елементом. Тому {\displaystyle Q(R)=R}.

## Властивості
- Повне кільце часток {\displaystyle Q(A\times B)} добутку кілець є добутком повних кілець часток {\displaystyle Q(A)\times Q(B)}. Зокрема якщо A і B є областями цілісності, то повне кільце часток їх добутку є добутком полів.
- Для кільця {\displaystyle R} і мультиплікативної множини {\displaystyle S\subset R} елементи якої не є дільниками нуля {\displaystyle Q(R)\cong Q(S^{-1}R)}. Зокрема {\displaystyle Q(R)\cong Q(Q(R))}.

Якщо {\displaystyle x\in S^{-1}R} не є дільником нуля і {\displaystyle x=r/f} для {\displaystyle r\in R} і {\displaystyle f\in S}, тоді {\displaystyle r} не є дільником нуля у {\displaystyle R}. Тому {\displaystyle y=s/x\in Q(S^{-1}R),} де {\displaystyle s=t/u,\ t\in R,u\in S} має вигляд {\displaystyle y=(tf)/(ru)\in Q(R).} Тож {\displaystyle Q(S^{-1}R)\subset Q(R).} Обернене включення відразу випливає з властивостей локалізації.
- Нехай кільце {\displaystyle R} має скінченну кількість мінімальних простих ідеалів {\displaystyle {\mathfrak {q}}_{1},\ldots ,{\mathfrak {q}}_{t}} і об'єднання {\displaystyle {\mathfrak {q}}_{1}\cup \ldots \cup {\mathfrak {q}}_{t}} є множиною дільників нуля кільця {\displaystyle R} (такі властивості задовольняє, наприклад, нетерове редуковане кільце). Тоді повне кільце часток {\displaystyle Q(R)} є рівним {\displaystyle R_{{\mathfrak {q}}_{1}}\times \ldots \times R_{{\mathfrak {q}}_{t}}}.

Розглянемо природні гомоморфізми {\displaystyle Q(R)\to R_{{\mathfrak {q}}_{i}},} які є коректно визначені оскільки всі елементи, що не є дільниками нуля належать {\displaystyle R\setminus {\mathfrak {q}}_{i}}. Звідси одержується також натуральний гомоморфізм {\displaystyle Q(R)\to R_{{\mathfrak {q}}_{1}}\times \ldots \times R_{{\mathfrak {q}}_{t}}}. Для немінімального простого ідеалу {\displaystyle {\mathfrak {p}}\subset R} з властивостей простих ідеалів {\displaystyle {\mathfrak {p}}\not \subset {\mathfrak {q}}_{1}\cup \ldots \cup {\mathfrak {q}}_{t}} і за умовою {\displaystyle {\mathfrak {p}}} містить елементи, що не є дільниками нуля. Тобто єдиними простими ідеалами кільця {\displaystyle R,} що не містять елементів, що не є дільниками нуля є {\displaystyle \{{\mathfrak {q}}_{1},\ldots ,{\mathfrak {q}}_{t}\}} і їх породжені їх образами при локалізації ідеали є єдиними елементами спектру {\displaystyle \mathop {\mathrm {Spec} } (Q(R)).} Тому {\displaystyle \mathop {\mathrm {Spec} } (Q(R))} є скінченною дискретною множиною і з властивостей спектру кільця у цьому випадку {\displaystyle Q(R)=A_{1}\times \ldots \times A_{t}} де {\displaystyle \mathop {\mathrm {Spec} } (A_{i})=\{q_{i}\}}. Також {\displaystyle A_{i}} є локалізацією кільця {\displaystyle R}. Тому {\displaystyle A_{i}\cong R_{{\mathfrak {q}}_{i}}}.